# Église Santa Maria delle Grazie a Toledo
L'église Santa Maria delle Grazie a Toledo est une église du centre historique de Naples, située via Toledo, dans les Quartiers Espagnols. Elle est dédiée à Notre-Dame des Grâces.

## Histoire et description

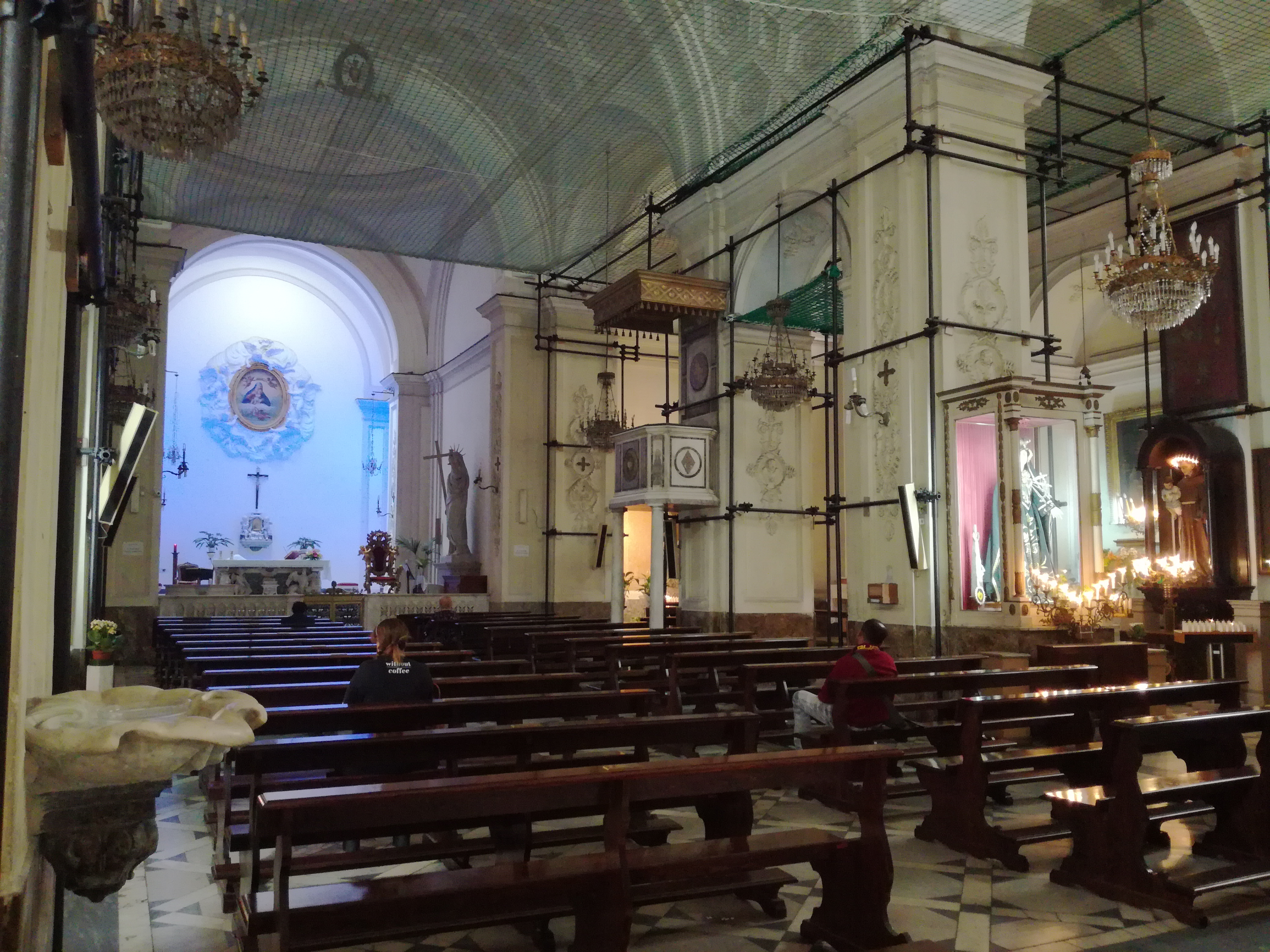
Intérieur en restauration.

L'église est bâtie en 1628 par les Pères théatins qui la consacrent d'abord à Notre-Dame de Lorette.
Elle est remaniée en 1721. Lorsque les théatins sont expulsés par les Français en 1806, l'église devient un tribunal. Elle est consacrée de nouveau en 1835 et affectée à la confrérie de Notre-Dame des Sept-Douleurs dont l'ancienne église Saint-Louis venait de laisser place à la nouvelle basilique Saint-François-de-Paule. Le roi Ferdinand II la fait réaménager par Carlo Parascaldo.
Le maître-autel datant de 1759 est l'œuvre de Giuseppe Sanmartino selon un dessin de Michelangelo Porzio. Il est flanqué d'une paire de statues de Tito Angelini représentant La Foi et L'Espérance. Les tableaux sont purement néo-classiques : Saint Janvier de Tommaso de Vivo, Saint Gaëtan de Camillo Guerra et L'Ange gardien de Gennaro Maldarelli.
Après des travaux, l'église a rouvert en 2009.

### Source de la traduction
- (it) Cet article est partiellement ou en totalité issu de l’article de Wikipédia en italien intitulé « Chiesa di Santa Maria delle Grazie a Toledo » (voir la liste des auteurs).